# Душанка Сіфніос
Душанка Сіфніос (серб. Душанка Сифниос 15 жовтня 1933, Скоп'є — 14 жовтня 2016, Брюссель) — сербська балерина і хореографиня.

## Життєпис
Народилася 15 жовтня 1933 року в Скоп'є.
1953 року закінчила белградську балетну гімназію, навчалася в класі Ніни Кірсанової. Будучи ученицею гімназії, в 1951 році стала учасницею трупи Національного театру в Белграді.
Талант молодої балерини був помічений і незабаром вона стала солісткою, а потім головною балериною Національного театру. Її ранні спектаклі були поставлені югославським балетмейстером Димитрієм Парлічем і включали Еврідіку в «Орфеї» Ігоря Стравінського та Джульєтту в «Ромео і Джульєтта» Сергія Прокоф'єва. Інші ролі були поставлені для неї Піно Млакаром, Мілко Шпаремблеком, Вірою Костич, Аніко Преліч (Anica Prelić), і також були високого рівня.
Її дві найвідоміші ролі в цей період — Жизель в однойменному Адольфа Адана і Дівчина в «Чудесному мандарині» Бела Бартока. «Мандарин» був поставлений Парлічем в 1957 році; «Жизель» була відроджена в Белграді російським хореографом Михайлом Лавровським і стала поворотним моментом в кар'єрі Сіфніоса. Вона виконала цю роль 177 раз в белградському Національному театрі і гастролювала по багатьом містам Європи: Венеція, Единбург, Відень, Вісбаден, Флоренція, Рим, Цюрих, Берлін та Париж. Її Жизель мала великий успіх і в Великому театрі в Москві.
У 1958 році Душанка Сіфніос переїхала в Париж і стала членом трупи Мілорада Мишковичі, а потім трупи Леоніда М'ясіна в 1959 році. У 1960 році в Римі вона була помічена Морісом Бежаром і стала учасницею його танцювального колективу «Ballet of the 20th Century» і музою. Спеціально для Сіфніос Бежар поставив « Болеро» Моріса Равеля, прем'єра відбулася 10 січня 1961 року. Після неї цю партію виконали Майя Плісецька, Сільві Гіллем, Грація Галанте, Ангель Альбрехт та інші балерини. Як основний танцюрист компанії Бежара, вона гастролювала в Європі (Франція, Німеччина, Польща, Італія, Іспанія, Велика Британія, Бельгія), Африці (Туніс), Азії (Ізраїль, Ліван) і Латинській Америці (Мексика, Аргентина, Куба).
Душанка Сіфніос вийшла на пенсію у віці 47 років. Займалася викладанням хореографії, в 2013 році вона опублікувала автобіографію «Beleške slavne balerine».
Померла 14 жовтня 2016 року в Брюсселі після тривалої хвороби.
В її честь названо зал в сербській «Madlenianum Opera».

### Сім'я
Була одружена з бельгійським диригентом Андре Вандернотом. У них було двоє дітей: дочка Олександра (актриса) і син Патрік (інструктор з гольфу).